# Taenaris sophaineta
Taenaris sophaineta är en fjärilsart som beskrevs av Hans Fruhstorfer 1914. Taenaris sophaineta ingår i släktet Taenaris och familjen praktfjärilar. Inga underarter finns listade i Catalogue of Life.